# Magomed Dovjenko
Magomed (Mago) Dovjenko (russisch Магомед Довженко, wiss. Transliteration Magomed Dovženko, Duden-Transkription: Magomed Dowschenko; * 17. November 1993 in Grosny, Tschetschenien, Russland) ist ein deutscher Grafiker und Designer russisch-tschetschenischer Herkunft.
Magomed Dovjenkos Familie wanderte nach dem Zerfall der Sowjetunion 1994 nach Deutschland aus. Magomed wuchs in Köln auf. Schon früh begann er, surrealistisch wirkende Zeichnungen zu kreieren, die er bald in Verbindung mit speziellen Programmen am Computer umzusetzen begann (Logos und T-Shirts). Der Durchbruch gelang ihm mit einem Auftritt bei der deutschen Talkshow TVtotal auf Pro7 am 25. Februar 2010 sowie anschließend bei SternTV. Darauf folgten weitere Fernsehauftritte und Dokumentationen im deutschen Fernsehen. Heute lebt und arbeitet er in Berlin.
Dovjenko arbeitete als Designer u. a. mit Branchengrößen wie Nike, Diesel, Adidas, Reebok, Jay-Z/Live Nation, Louis Vuitton, Moët Hennessy, K2, Eckō Unlimited, Johnson & Johnson und der Verlagsgruppe Random House zusammen.

## Auszeichnungen
- Silber als Digital Artist of the Year in der Kategorie Illustration